# Kotaro Kiyooka
Kotaro Kiyooka (清岡幸大郎, Kiyooka Kotaro, Kōchi, 12 de abril de 2001)
 é um lutador de estilo-livre japonês.

## Carreira
Ainda estudante do ensino médio, Kiyooka ficou em quinto lugar na Copa do Imperador em 2018 e em terceiro em 2019 na categoria de 57 quilos. Depois de se formar, ele começou a frequentar a Nippon Sport Science University em 2020 e alcançou o quinto lugar na Copa do Imperador naquele ano na categoria de 61 quilos.
Competindo fora do Japão pela primeira vez em sua carreira, Kiyooka venceu o campeonato no Torneio Dan Kolov & Nikola Petrov, derrotando o campeão Islam Dudaev, o atleta olímpico Agustín Destribats e o finalista do Mundial Sub-23 Mikyay Naim.
Ele então se classificou para o Campeonato Mundial Sub-23 ao vencer as eliminatórias, antes de terminar em sétimo lugar na Copa Meiji. No Campeonato Mundial Sub-23, Kiyooka alcançou o nono lugar.
Na Copa do Imperador, Kiyooka surpreendeu o campeão mundial e olímpico Takuto Otoguro ao chegar à final antes de conquistar o campeonato, classificando-se para o Torneio de Qualificação Olímpica Asiática de 2024. Na qualificação, ele derrotou o finalista europeu sub-23 Abdulmazhid Kudiev, o atleta olímpico Yun Jun-sik e Yuan Shaohua para atingir a cota olímpica. Ele então representou o Japão nas Olimpíadas de Verão de 2024.
Em junho, Kiyooka entrou no Torneio Memorial Polyák Imre & Varga János, onde após uma derrota na primeira rodada para o tricampeão mundial Haji Aliyev, ele se recuperou com vitórias sobre o atual campeão mundial Ismail Musukaev, o finalista da NCAA e companheiro olímpico Austin Gomez, e Abbas Ebrahimzade, ganhando o ouro.
Em agosto, Kiyooka fez sua estreia olímpica nos Jogos Olímpicos de Verão de 2024, em Paris. No primeiro dia, ele abriu com uma queda técnica sobre Maxim Saculțan da Moldávia, seguido por vitórias duramente conquistadas sobre o finalista mundial Sebastian Rivera de Porto Rico e o campeão dos Jogos Asiáticos Tömör-Ochiryn Tulga da Mongólia, chegando às finais e garantindo uma medalha. Na luta pela medalha de ouro, ele derrotou o campeão mundial Rahman Amouzad do Irã, tornando-se campeão olímpico aos 23 anos.
Durante outubro e novembro, Kiyooka competiu na Bundesliga, na Alemanha, pelo clube KSC Hösbach. Ele registrou um recorde de 4–1 para eles, alternando entre as classes de peso de 66, 71 e 75 quilos.